# Резолюция 48 на Съвета за сигурност на ООН
Резолюция 48 на Съвета за сигурност на ООН е приета с мнозинство на 21 април 1948 г. по повод Палестинския въпрос. Резолюцията призовава всички страни в конфликта да изпълнят мерките, предвидени в Резолюция 46 на Съвета за сигурност от 17 април 1948, необходими за постигане на примирие в Палестина. Резолюция 48 учредява Помирителна комисия за Палестина, която трябва да подпомага Съвета за сигурност при наблюдението на изпълнението на Резолюция 46. Съставът на помирителната комисия се попълва от представители на страните – членки на Света за сигурност, които притежават дипломатически представители в Йерусалим.
Резолюция 48 е приета с мнозинство от 8 гласа, като трима от членовете на Съвета за сигурност – СССР, Украинската ССР и Колумбия – гласуват въздържали се.